# NGC 6986
NGC 6986 este o galaxie situată în constelația Capricornul. A fost descoperită în 2 septembrie 1885 de către Francis Leavenworth. Se află la o distanță de 118,66 megaparseci de Pământ.